# Trumai
Cet article concerne la langue trumai. Pour le peuple trumai, voir Trumai (peuple).

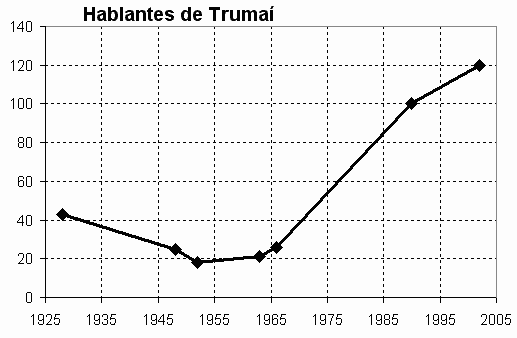
Nombre de locuteurs du trumai, de 1925 à 2005.

Le trumai est une langue amérindienne isolée parlée en Amazonie brésilienne, dans la région du Haut-Xingu. La langue est menacée car elle est remplacée par le portugais. Elle est parlée par les Amérindiens du peuple Trumai, habitant le Parc Indigène du Xingu.

## Phonologie

### Voyelles
|         | Antérieure | Centrale | Postérieure |
| ------- | ---------- | -------- | ----------- |
| Fermée  | i [i]      | ï [ɨ]    | u [u]       |
| Moyenne | e [e]      |          | o [o]       |
| Ouverte |            | a [a]    |             |

### Consonnes
|               |               | Bilabiale | Dentale   | Alvéolaire | Latérale | Palatale | Vélaire | Glottale |
| ------------- | ------------- | --------- | --------- | ---------- | -------- | -------- | ------- | -------- |
| Occlusives    | Sourdes       | p [p]     | t [t̪]     | ţ [t]      |          |          | k [k]   | ʾ [ʔ]    |
| Occlusives    | Glottales     | pʾ [pʼ]   | tʾ [t̪ʾ]   | tʾ [tʼ]    |          |          | kʾ [kʼ] |          |
| Occlusives    | Sourdes       |           | d [d]     |            |          |          |         |          |
| Fricatives    | Fricatives    | f [f]     | s [s]     |            | tl [ɫ]   | ch [ʃ]   | x [x]   | h [h]    |
| Affriquées    | Sourdes       |           | ts [t͡s]   |            |          |          |         |          |
| Affriquées    | Glottales     |           | tsʾ [t͡sʼ] |            |          |          |         |          |
| Nasales       | Nasales       | m [m]     | n [n]     |            |          |          |         |          |
| Liquides      | Liquides      |           | r [ɾ]     |            | l [l]    |          |         |          |
| Semi-voyelles | Semi-voyelles | w [w]     |           |            |          |          | y [j]   |          |